# José Maria Macerata
José Maria Macerata OFMCap (* 22. August 1779 in Macerata, Kirchenstaat; † 1845) war ein italienischer Ordensgeistlicher und Prälat von Cuiabá.

## Leben
José Maria Macerata trat der Ordensgemeinschaft der Kapuziner bei. 1823 ernannte ihn Papst Pius VII. zum Prälaten von Cuiabá. Macerata wurde am 15. Juli 1826 infolge der Erhebung der Territorialprälatur Cuiabá zum Bistum erster Bischof von Cuiabá. Jedoch trat er 1831 zurück, ohne bis dahin die Bischofsweihe empfangen zu haben.